# Lissonota japonica
Lissonota japonica är en stekelart som först beskrevs av William Harris Ashmead 1906.  Lissonota japonica ingår i släktet Lissonota och familjen brokparasitsteklar. Inga underarter finns listade i Catalogue of Life.